# Dreft
Dreft (рус. Дрефт) — торговая марка компании Procter & Gamble, выпускающая под этим брендом средства для стирки деликатных тканей.
Это моющее средство популярно в США, Канаде, Великобритании и других странах. Производимый с 1933 года, Dreft было первое синтетическое моющее средство в Соединенных Штатах. К 1947 появился Dreft для мытья посуды (рекламировался как «Самое большое открытие в мойке посуды за 2 000 Лет»).
В начале Dreft рекламировался как существенное усовершенствование по сравнению с мыльными растворами, но оказался лучшим только для слабо загрязненной одежды и при большом расходе. С 1950-х Dreft стал рекламироваться как моющее средство для детского белья.
Слоган Dreft «Стирка, которой я доверяю», позиционирует его как моющее средство для матерей и новорожденных.
Поскольку Dreft не оставляет известкового налета и не содержит агрессивные химикаты, такие как отбеливатель, он хорошо подходит для тонких и нежных тканей типа шелка или шерсти, а также для огнестойких тканей.
В России Dreft продавался с 2007 по начало 2010-х годов.

## Ассортимент
На российском рынке было представлено три варианта средства:
- Dreft Woll (Шерсть, гель для стирки)
- Dreft Color&Delicate (Яркость и Силуэт, гель для стирки)
- Dreft Black (Роскошный Чёрный, гель для стирки)